# Scutierul lui Gothos
„Scutierul lui Gothos” (titlu original „The Squire of Gothos”) este un episod din Star Trek: Seria originală care a avut premiera la 12 ianuarie 1967.

## Prezentare
Nava Enterprise descoperă o planetă rătăcitoare pierdută în spațiu, locuită de o ființă excentrică pe nume Trelane, care își folosește puterea aparent nelimitată asupra materiei pentru a-i manipula pe membrii echipajului.